# Juniorvärldsmästerskapen i alpin skidsport 1986
Juniorvärldsmästerskapen i alpin skidsport 1986 avgjordes i Bad Kleinkirchheim i Österrike under perioden 20-23 februari 1986 och var det femte världsmästerskapet för juniorer.

## Medaljfördelning
| Placering | Nation          | Guld | Silver | Brons | Totalt |
| 1         | Österrike       | 2    | 5      | 4     | 11     |
| 2         | Tjeckoslovakien | 2    | 1      | 0     | 3      |
| 3         | Schweiz         | 1    | 1      | 1     | 3      |
| 4         | Sverige         | 1    | 1      | 0     | 2      |
| 5         | Italien         | 1    | 0      | 2     | 3      |
| 6         | USA             | 1    | 0      | 0     | 1      |
| 7         | Västtyskland    | 0    | 0      | 1     | 1      |
|           | Totalt          | 8    | 8      | 8     | 24     |

## Resultat Damer
| Datum            | Plats                         | Disciplin   | Guld               | Silver             | Brons                 |
| 20 februari 1986 | Bad Kleinkirchheim, Österrike | Störtlopp   | Hilary Lindh       | Astrid Geisler     | Deborah Compagnoni    |
| 21 februari 1986 | Bad Kleinkirchheim, Österrike | Storslalom  | Lucia Medzihradská | Birgit Eder        | Annick Chappot        |
| 22 februari 1986 | Bad Kleinkirchheim, Österrike | Slalom      | Christa Hartmann   | Lucia Medzihradská | Birgit Eder           |
| 22 februari 1986 | Bad Kleinkirchheim, Österrike | Kombination | Lucia Medzihradská | Annick Chappot     | Ulrike Stanggassinger |

## Resultat Herrar
| Datum            | Plats                         | Disciplin   | Guld                   | Silver           | Brons                |
| 20 februari 1986 | Bad Kleinkirchheim, Österrike | Störtlopp   | William Besse          | Andreas Evers    | Roman Siess          |
| 21 februari 1986 | Bad Kleinkirchheim, Österrike | Storslalom  | Konrad Kurt Ladstätter | Anders Lundqvist | Richard Kröll        |
| 23 februari 1986 | Bad Kleinkirchheim, Österrike | Slalom      | Anders Lundqvist       | Richard Kröll    | Peter Wirnsberger II |
| 23 februari 1986 | Bad Kleinkirchheim, Österrike | Kombination | Peter Wirnsberger II   | Richard Kröll    | Peter Runggaldier    |